# 신지훈 (축구 선수)
신지훈(1998년 4월 13일 ~ )은 대한민국의 축구 선수로, 포지션은 골키퍼이다. 현재 K4리그의 FC 충주 소속이다.

## 클럽 경력
신지훈은 전남 드래곤즈 산하 유소년 팀인 광양제철고등학교 축구부 출신으로, 전남의 우선지명을 받은 이후 호원대학교 축구부에 입단하였다.
2020시즌을 앞두고 전남 드래곤즈와 프로 계약을 체결하였다.
2021시즌을 앞두고 K3리그의 강릉시청 축구단으로 임대 이적했다.